# Červený Kláštor
Červený Kláštor (in ungherese Vöröskolostor, in tedesco Rotes Kloster) è un comune della Slovacchia facente parte del distretto di Kežmarok, nella regione di Prešov, nel cuore della catena montuosa dei Tatra su cui sorge l'omonimo convento.
Situato ai bordi del fiume Dunajec, il convento è stato fondato in epoca medievale per accogliere monaci certosini e camaldolesi.
Ai giorni nostri costituisce una nota meta turistica. 

## Storia
Il Monastero Rosso, ufficialmente Lechnický kláštor, venne fondato intorno all'anno 1319, nei dintorni del villaggio di Lechnica. Il suo nome deriva dal colore rosso dei tetti degli edifici monastici. La sua storia è strettamente legata all'attività dei membri di due ordini religiosi - i monaci certosini (anni 1320-1567) e i monaci camaldolesi (anni 1711-1782). Entrambe le comunità, in fatto di regole religiose, erano tra le più rigide dei vari ordine monastici eremiti. I monaci-eremiti vivevano in clausura, in una parte chiusa del monastero (dal lat. clausus, cioè chiuso). Tra di loro vivevano in celle separate - che però disponevano ciascuna di un piccolo orto. Per i membri di entrambi gli ordini era obbligatorio il rispetto del principio del silenzio. I monaci, inoltre, dovevano indossare vesti bianche e mangiare con grande parsimonia.
Il re Carlo I, con un editto, nel 1319 concesse al monastero una serie di prerogative che il capitolo della contea di Spiš confermò nel 1320.
Il monastero venne saccheggiato nella prima metà del XV secolo dall'esercito hussita. Successivi saccheggi nel corso del XVI secolo, costrinsero i monaci ad abbandonarlo. Il monastero cadde così in rovina. I nuovi proprietari divennero famiglie nobili laiche. Nel 1609 il monastero venne acquistato dal conte István Thököly. Nel 1625 la proprietà passò al nobile Pál Rákóczi, che operò alcuni restauri all'interno dell'edificio e ricostruì il muro di cinta.
Agli inizi del XVIII secolo, il monastero, tornò nuovamente nelle mani della Chiesa. Il suo proprietario divenne il vescovo di Nitra Ladislav Matiašovský. Alla sua morte, nell'anno 1705, per espressa disposizione testamentaria, Monsignor Matiašovský lasciò il monastero in eredità alla comunità religiosa benedettina di Camaldoli presso Arezzo in Toscana .Con l'arrivo dei Camaldolesi, iniziò una nuova fase di espansione del monastero.
Nel 1747, il complesso fu oggetto di un'opera generalizzata di restauro.
Nel 1782, l'imperatore d'Austria Giuseppe II d'Asburgo, abrogò tutti gli ordini religiosi dello stato asburgico, compresi i Camaldolesi. Di conseguenza, i monaci furono costretti ad abbandonare l'edificio, che cadde, così, in rovina.
Solo nel 1820 Francesco I d'Asburgo donò il monastero Lechnický assieme ai suoi possedimenti all'arcivescovato uniate di Prešov. Tuttavia, il monastero, a causa della mancanza di fondi per il suo restauro continuò ad andare in rovina. Il suo decadimento culminò con un devastante incendio del 1907. Solo grazie ai contributi dei membri del Club Sciistico di Prešov, a partire dal 1918 iniziarono alcune operazioni di restauro dell'edificio. Tuttavia, il monastero, nel 1945, era nuovamente in rovina.
Un restauro complessivo e sistematico del Monastero Rosso iniziò solo nel 1956. I lavori terminarono nel giugno 1966 e il monastero venne dotato di un museo oltre che di alberghi e ristoranti.

## Galleria fotografica del convento

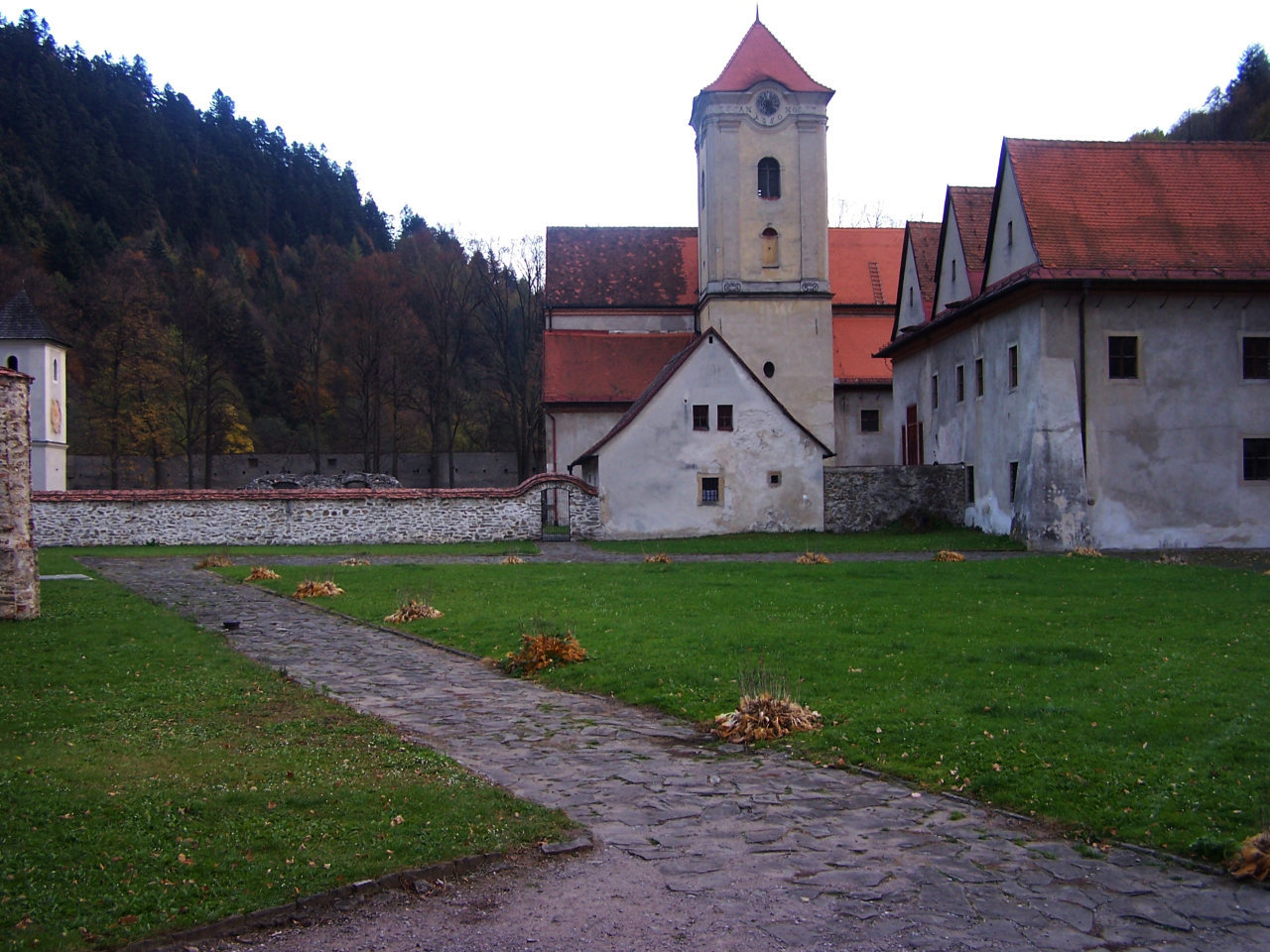
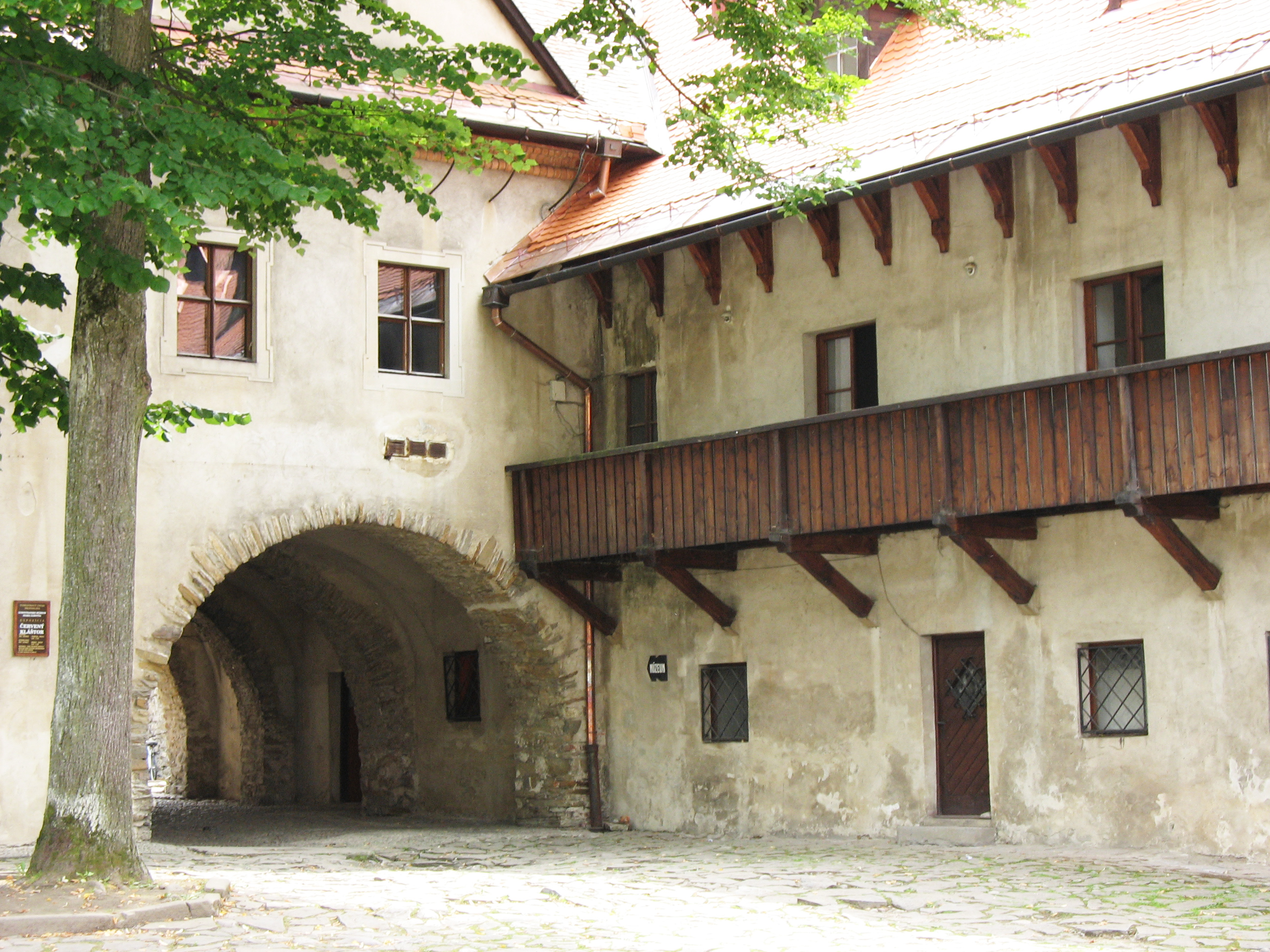
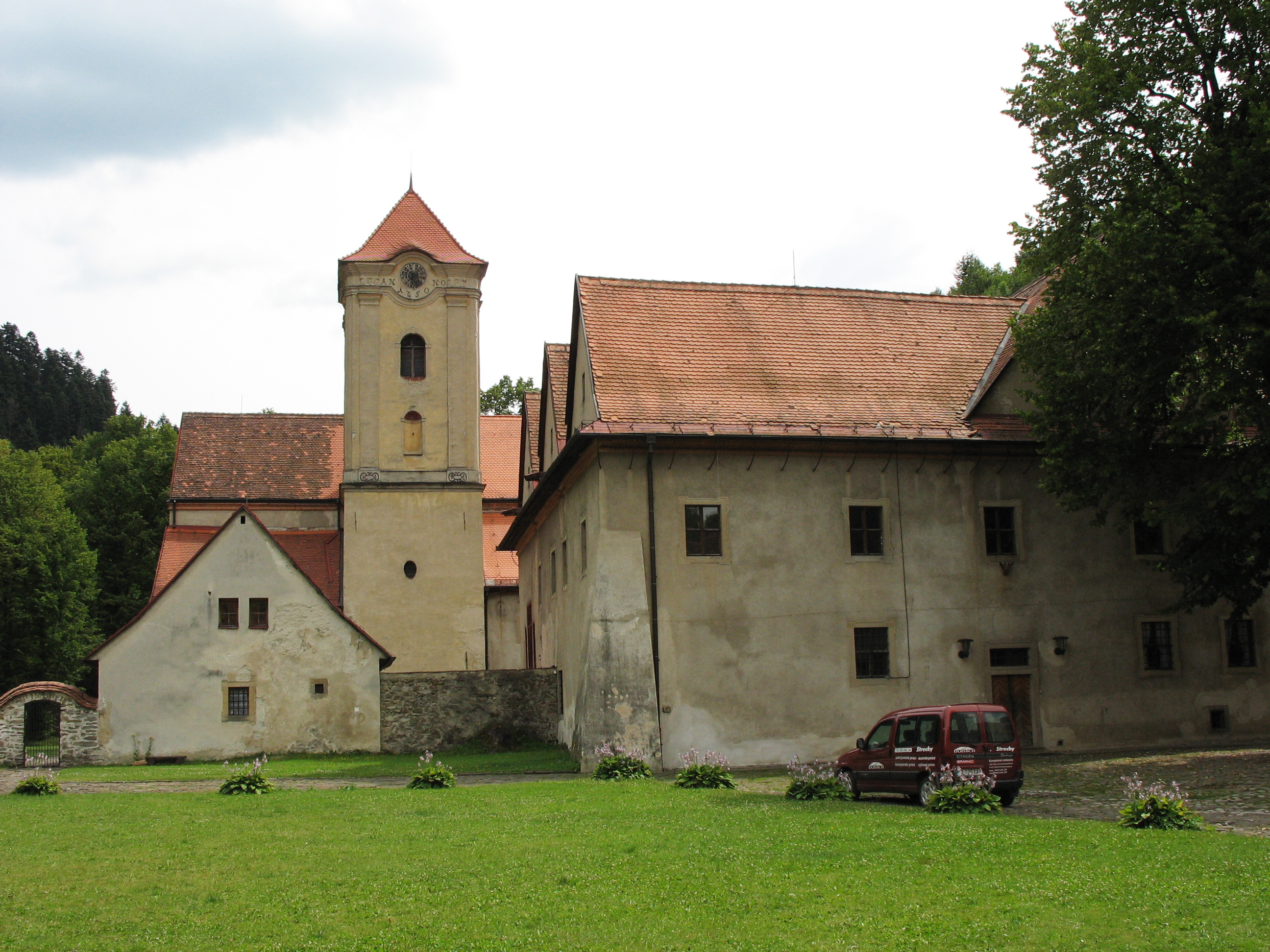
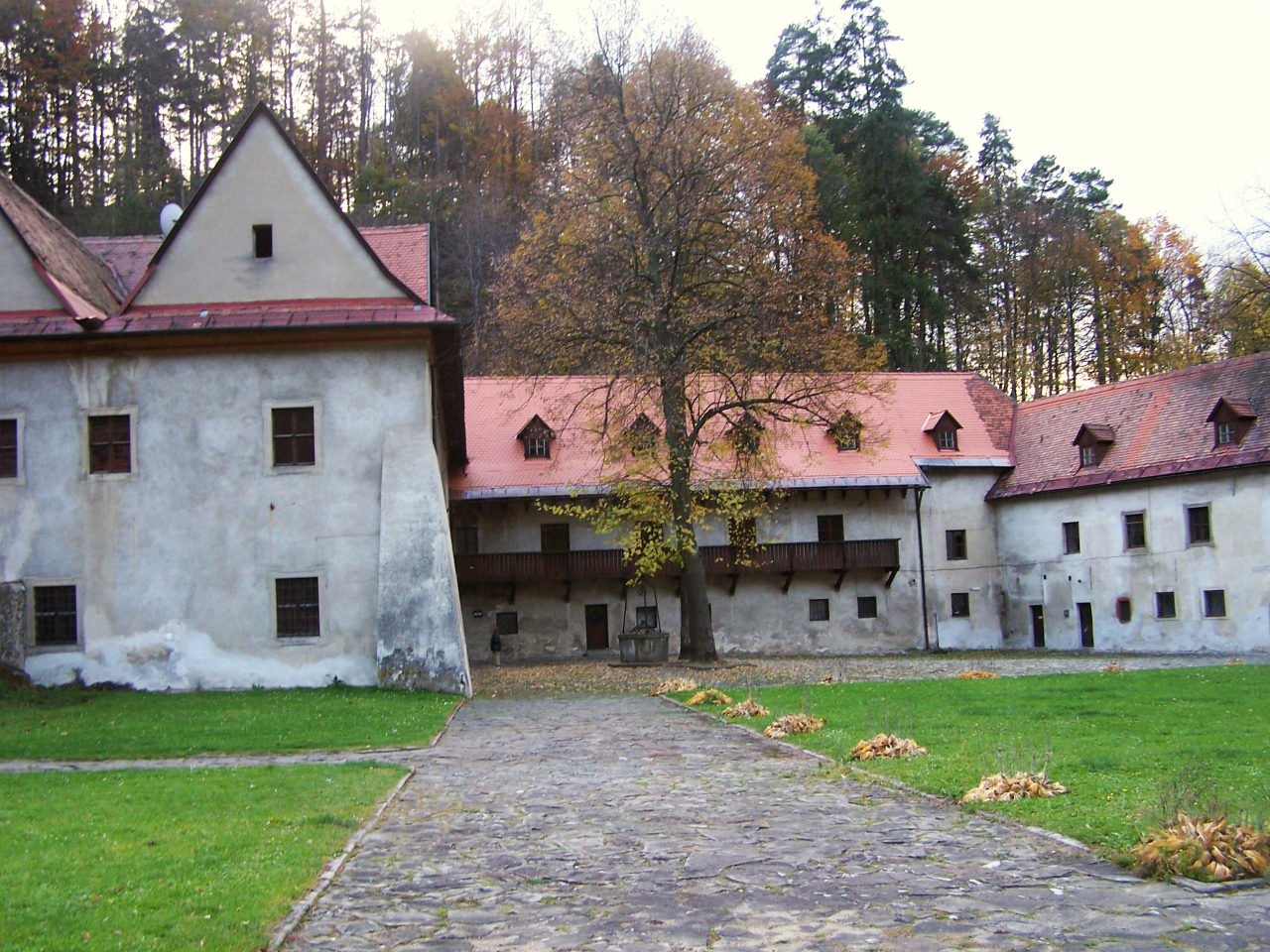